# Henri Tajfel
Henri Tajfel - nascut Hersz Mordche - (22 de juny de 1919, a Włocławek, Polònia – 3 de maig de 1982 a Bristol, Regne Unit) fou un psicòleg social britànic, més conegut per ser el principal desenvolupador de la teoria de la identitat social.

## Biografia
Henri Tajfel era fill d'un empresari jueu polonès. Va començar la seva carrera professional mitjançant l'estudi de química a la Sorbona, però en l'esclat de la Segona Guerra Mundial va ser cridat a files en l'exèrcit francès. Un any més tard, va ser capturat pels alemanys. Mai es va descobrir que era un jueu, i al final va sobreviure a la guerra en una sèrie de campaments per presoners de guerra.
Al seu retorn a casa, va descobrir que ningú de la seva família immediata, i cap dels seus amics, havien sobreviscut a l'Holocaust nazi. S'ha especulat que aquesta experiència va tenir un profund impacte en l'obra posterior de Tajfel sobre persones que formen part del grup i externs, ja que Tajfel aconsegueix sobreviure a l'Holocaust Jueu simulant ser un membre d'un altre grup ètnic.
Després de la guerra Tajfel va treballar primer per les organitzacions internacionals de socors de les Nacions Unides com l'Organització Internacional de Refugiats, per ajudar a reconstruir les vides dels orfes i els supervivents del camp de concentració. Després des de 1946 va començar a estudiar psicologia, i el 1954 s'havia graduat al Regne Unit amb un títol en psicologia.
Posteriorment va demanar la nacionalitat britànica amb la seva dona i els seus dos fills, que els va ser concedit el 1957. El seu treball de recerca a la Universitat d'Oxford estava en diferents àrees de la psicologia social, inclosa la psicologia social dels prejudicis i el nacionalisme. Després de dues visites de recerca en els EUA, el 1967 va ser nomenat President de Psicologia Social a la Universitat de Bristol, fins a la seva mort per càncer el 1982.

## Obra
Tajfel és potser més conegut pels seus experiments amb grups de mínim. En aquests estudis, els subjectes van ser dividits arbitràriament en dos grups, sobre una insignificant i gairebé completament irrellevant base. Els participants no sabien res dels altres membres del grup, ni tan sols sabien qui eren, i no tenien cap raó per esperar que interaccionessin amb ells en el futur. No obstant això, els membres d'ambdós grups van començar a identificar-se amb el seu grup, i a preferir que altres membres del seu grup estiguessin a favor d'ells, abans que maximitzar els seus propis resultats en el grup.
Posteriorment, Tajfel i el seu estudiant John Turner va desenvolupar la teoria de la identitat social. Van proposar que les persones tenen una tendència intrínseca a categoritzar-se a si mateixos en un o més ingroups, la construcció d'una part de la seva identitat sobre la base de la composició d'aquest grup i fer complir els límits amb altres grups.
La teoria de la identitat social suggereix que la gent s'identifica amb els grups de tal manera d'aprofitar al màxim el caràcter distintiu positiu; els grups ofereixen identitat (ens diuen que existim) i autoestima (ens fan sentir bé sobre nosaltres mateixos). La teoria de la identitat social ha tingut un impacte molt important en moltes àrees de la psicologia social, inclosa la dinàmica de grup, les relacions entre els prejudicis i estereotips, i la psicologia organitzacional.
Distintivitat social positiva és un terme esmentat pel psicòleg Henri Tajfel que fa referència a la relació que s'estableix entre la pròpia percepció/valoració grupal i el punt de comparació que s'estableix. És a dir, un grup establirà una comparació social de manera que hi surti guanyant. Escollirà comparar-se amb aquelles categories que li permetin sortir afavorit de la comparació.

## Publicacions
- Tajfel, H. (1959). Quantitative judgment in social perception. British Journal of Psychology, 50, 16-29.
- Tajfel, H. (1969). Cognitive aspects of prejudice. Journal of Social Issues, 25, 79-97.
- Tajfel, H. (1970). Experiments in intergroup discrimination. Scientific American, 223, 96-102.
- Tajfel, H. (1972). La catégorisation sociale. In S. Moscovici (Ed.), Introduction à la psychologie sociale (Vol. 1). Paris : Larousse.
- Tajfel, H., Billig, M., Bundy, R. P. & Flament, C. (1971). Social categorization and intergroup behaviour. European Journal of Social Psychology, 2, 149-178.
- Tajfel, H. (1974). Social identity and intergroup behaviour. Social Science Information, 13, 65-93.
- Tajfel, H. (Ed.). (1978). Differentiation between social groups: Studies in the social psychology of intergroup relations. London: Academic Press.
- Tajfel, H. & Turner, J. C. (1979). An Integrative Theory of Intergroup Conflict. In W. G. Austin & S. Worchel (Eds.), The Social Psychology of Intergroup Relations. Monterey, CA: Brooks-Cole.
- Tajfel, H. (1981). Human Groups and Social Categories. Cambridge University Press, Cambridge.
- Tajfel, H. (1982). Social psychology of intergroup relations. Annual Review of Psychology, 33, 1-39.
- Tajfel, H. & Turner, J. C. (1986). The social identity theory of inter-group behavior. In S. Worchel & L. W. Austin (Eds.), Psychology of Intergroup Relations. Chigago: Nelson-Hall